# Zeiselberg (Gemeinde Langenlois)
Zeiselberg ist eine Ortschaft in der Stadtgemeinde Langenlois in Niederösterreich.

## Geografie
Die Ortschaft befindet sich südlich von Langenlois und Gobelsburg, mit welchem Zeiselberg immer mehr zusammenwächst.

## Geschichte
Laut Adressbuch von Österreich waren im Jahr 1938 in Zeiselberg ein Gemischtwarenhändler, ein Lebzelter und Wachszieher und ein Nutzviehhändler ansässig.